# Tête des Tablasses
La tête des Tablasses est un sommet frontalier entre la France et l'Italie. Sa partie française est située dans le haut Boréon, dans le département des Alpes-Maritimes.

## Géographie
La tête des Tablasses se trouve sur la crête frontière, entre la France et l'Italie. Il s'agit d'un sommet double, avec une cime ouest et une cime est, cette dernière étant la plus élevée. Les deux cimes sont séparées par la selle des Tablasses. La tête des Tablasses se situe entre le pas du Préfouns, situé au sud-ouest, et la tête des Bresses, située au sud-est. Elle domine le lac Nègre, au sud. Le versant français de la tête des Tablasses fait partie du parc national du Mercantour, et son versant italien fait partie du parc naturel des Alpes maritimes. D'un point de vue géologique, la tête des Tablasses est constituée de granite.

## Histoire
La première ascension documentée a été effectuée par Victor de Cessole, accompagné des guides Jean et J.B. Plent, le 27 novembre 1899, par l'arête sud-ouest, depuis le pas du Préfouns.

## Accès
La voie normale démarre du hameau du Boréon, et remonte jusqu'au col de Salèse, puis au lac Nègre. Le lac est contourné par la droite, puis des lacets dans les barres rocheuses du versant sud des Tablasses permettent de s'élever jusqu'au sommet.

### Cartographie
- Carte 3741OT au 1/25 000 de l'IGN : « Vallée de la Vésubie - Parc national du Mercantour »